# Hydaticus leander
Hydaticus leander är en skalbaggsart som först beskrevs av Rossi 1790.  Hydaticus leander ingår i släktet Hydaticus och familjen dykare. Inga underarter finns listade i Catalogue of Life.

## Bildgalleri

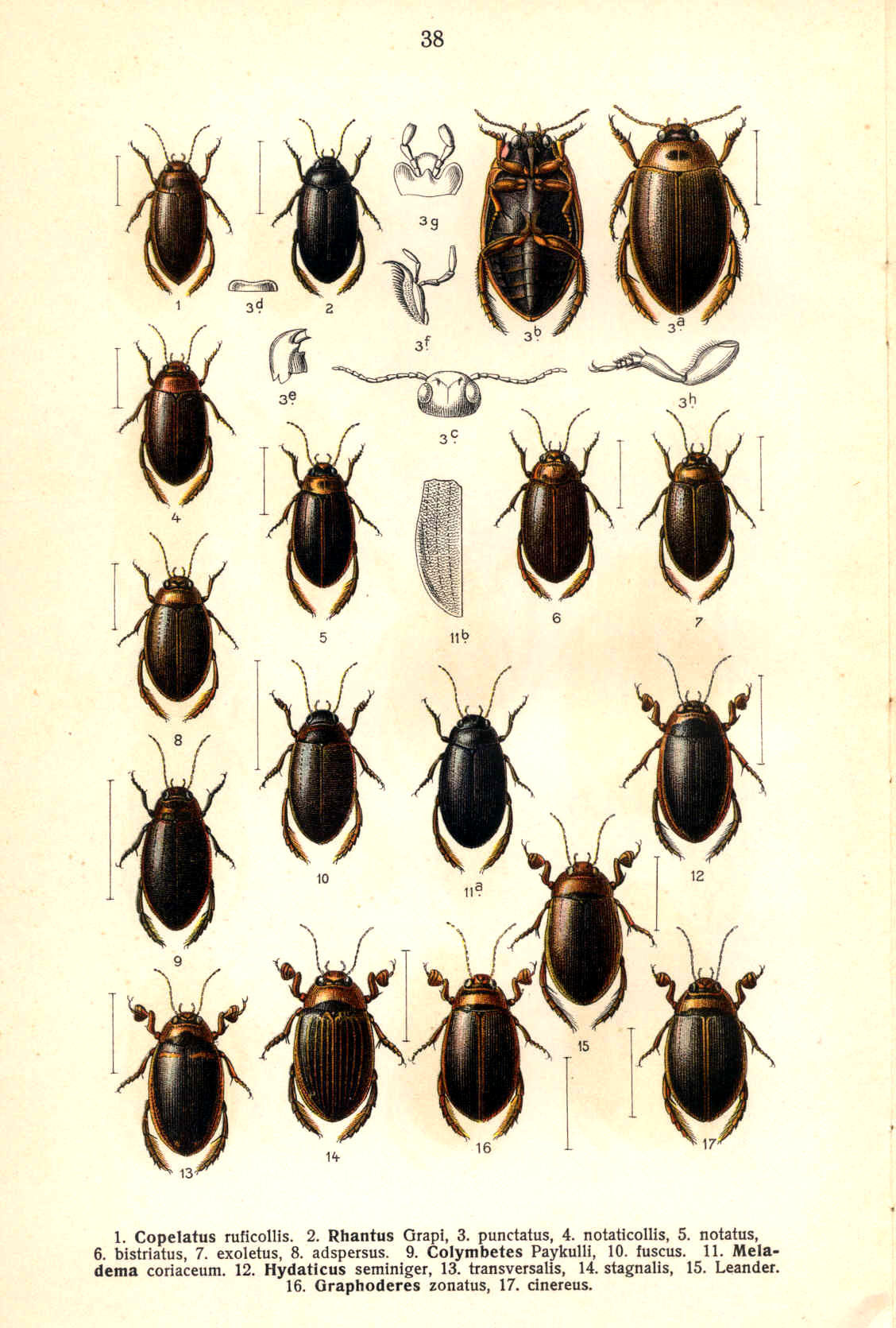
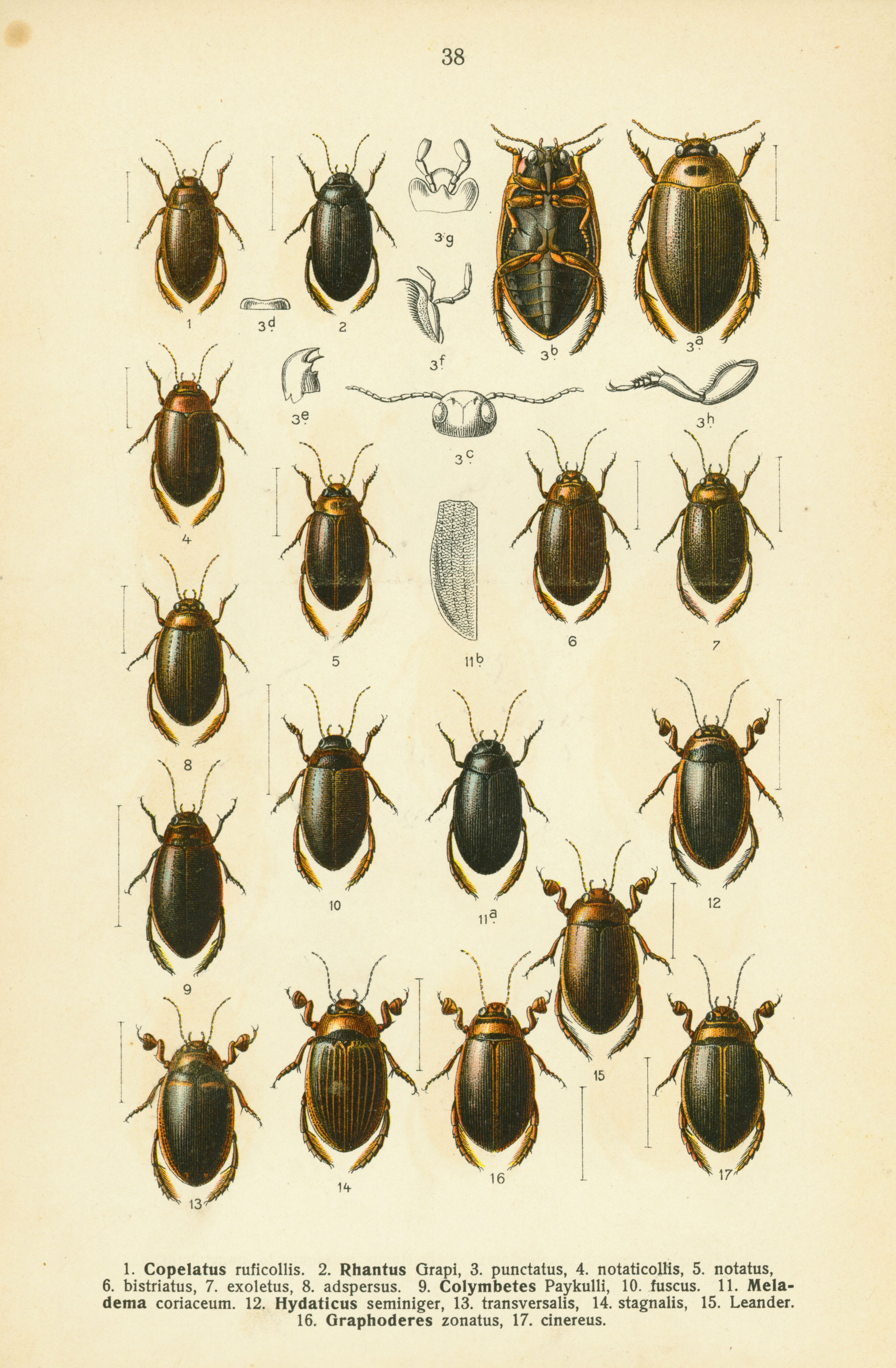